# Ratolins de glacera

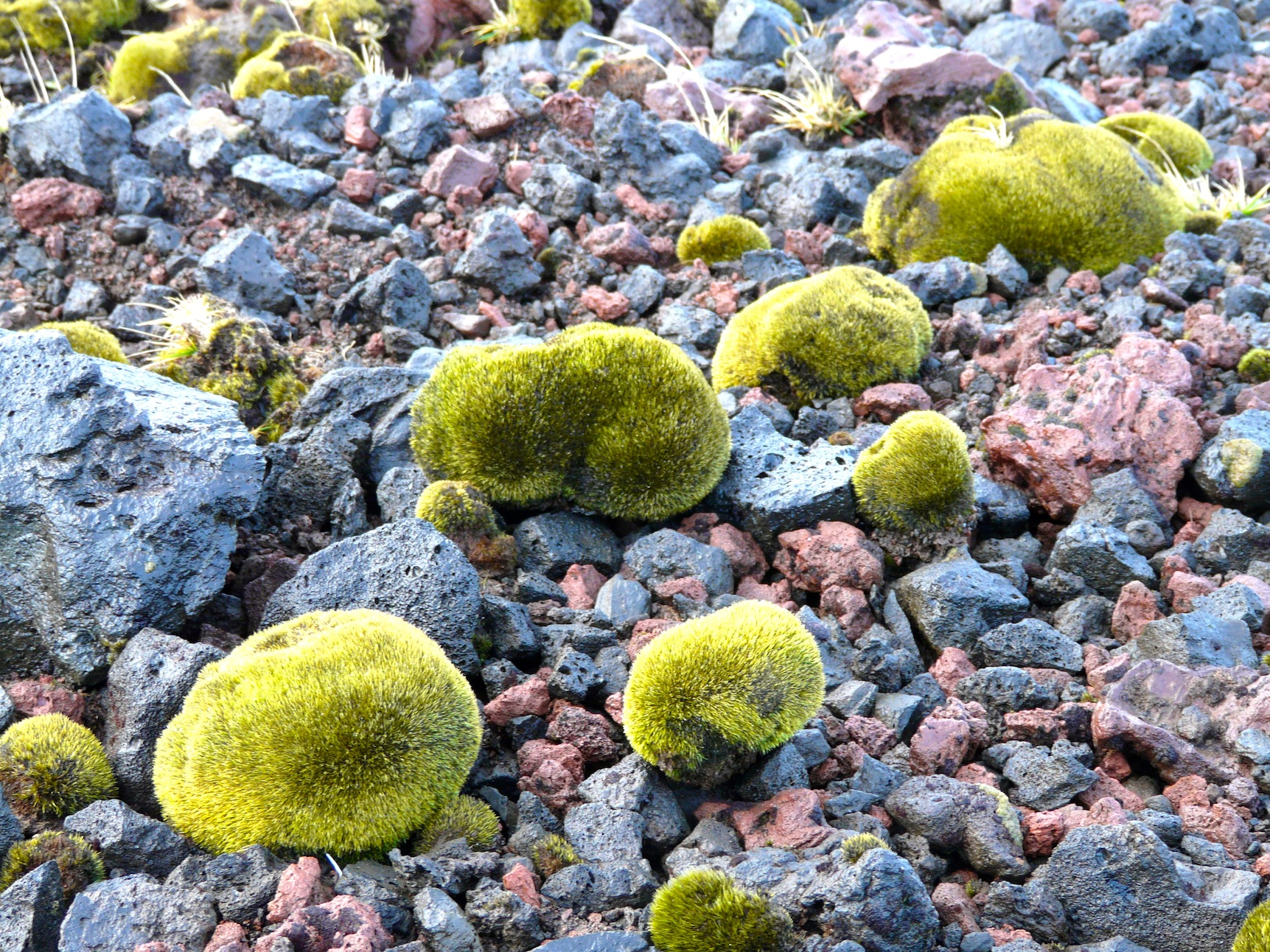
Ratolins de glacera a l'illa de la Possessió

Els ratolins de glacera són colònies de molses que es troben en algunes glaceres i ecosistemes adjacents. Es componen de múltiples espècies de molsa i també poden acollir altres espècies, com ara cucs nematodes, col·lèmbols i ósos d'aigua.
Tot i que encara no s'han determinat quines condicions prèvies són necessàries perquè es formin els ratolins de glacera, s'han observat a Alaska, Xile, Groenlàndia, Islàndia, Svalbard, Uganda i Veneçuela, així com a diverses illes subantàrtiques.
En almenys alguns casos, els ratolins de glacera aparentment es reprodueixen de manera asexual a causa de l'efecte del dur entorn de la glacera sobre les estratègies tradicionals de reproducció de molsa.
Els ratolins de glacera són notables pel seu moviment a través del gel, que sembla no ser aleatori, prenent la forma d'un comportament semblant a un ramat. Aquest moviment encara no s'explica i no sembla ser només el producte del vent o la direcció d'un pendent. De mitjana, es mouen uns 2,5 cm al dia. L'ús d'acceleròmetres ha demostrat que els ratolins de glacera de fet giren i roden, en lloc de simplement lliscar pel gel, amb el pas del temps exposant totes les seves superfícies.
Les mesures dels ratolins de glacera mostren que retenen la calor i la humitat, creant un ecosistema adequat per a microorganismes que d'altra manera no podrien viure a una glacera. Es creu que els ratolins de glacera persisteixen durant sis anys o més.
Els ratolins de glacera van ser descrits per primera vegada l'any 1950 pel meteoròleg islandès Jón Eyþórsson, que els va referir com a jökla-mýs, que en islandès significa «ratolins de glacera».